# Casa do Doutor David
A Casa do Doutor David é uma casa abastada localizada na freguesia, na cidade e no Município de Pinhel.
A edificação desta Casa remontará provavelmente aos meados do século XIX. Situa-se em pleno centro da cidade de Pinhel. A casa tem como particularidades a capela instalada no seu 3.º piso e a docotomia entre o alçado principal e secundário.